# Gutenburg
Gutenburg är en ort i kommunen Madiswil i kantonen Bern, Schweiz. 
Gutenburg var tidigare en självständig kommun, men den 1 januari 2007 inkorporerades kommunen i Madiswil.